# ESV Kaufbeuren
ESV Kaufbeuren (w skrócie ESVK) – niemiecki klub hokeja na lodzie z siedzibą w Kaufbeuren.

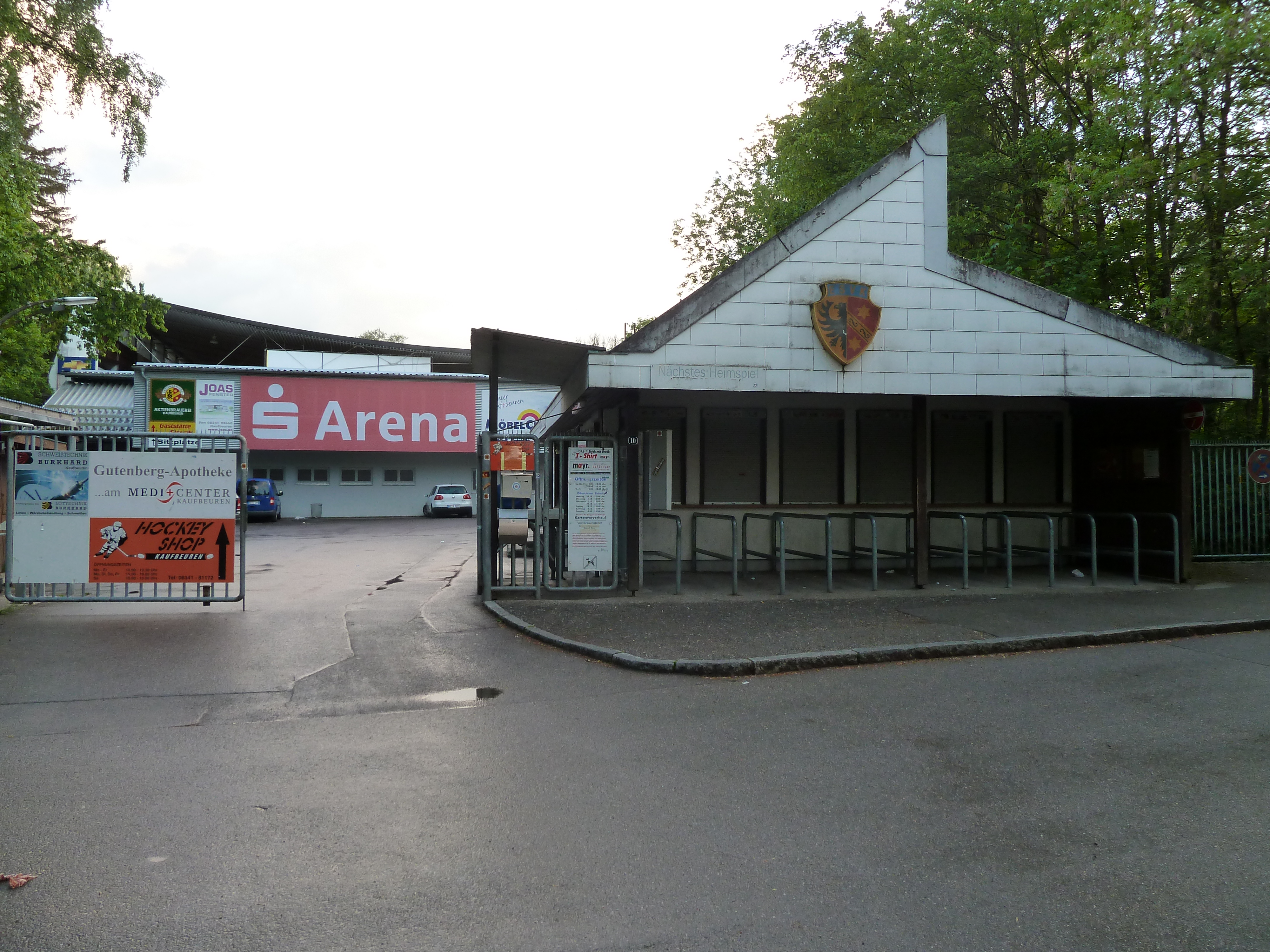
SparkassenArena – były lodowisko klubu

## Dotychczasowe nazwy
- ESV Kaufbeuren (1946–1994)
- Kaufbeurer Adler (1994–1998)
- ESV Kaufbeuren (1998–)

Klub założono w 1946. Od 1994 klub Kaufbeurer Adler występował w elitarnych rozgrywkach DEL do sezonu 1997/1998, po czym został postawiony w stan bankructwa. Jego tradycje kontynuuje od 1998 ponownie ESV Kaufbeuren, który podjął występy w rozgrywkach 2. Bundeslidze, a w 2013 w DEL2.

## Szkoleniowcy
Od 1995 do 1996 głównym trenerem Kaufbeurer Adler był Fin Jarmo Tolvanen, od 1996 do 1998 Kanadyjczyk Tom Coolen. Następnie od 1998 do 2004 trenerem był Rosjanin Siergiej Swietłow, zaś w późniejszych latach, od 2014 do 2015 szkoleniowcem zespołu był Kari Rauhanen.

## Sukcesy
- Złoty medal Oberligi (druga klasa rozgrywkowa): 1961, 1969
- Awans do Bundesligi: 1961, 1974, 1980, 1991
- Srebrny medal Bundesligi Niemiec Zachodnich: 1966
- Złoty medal 2. Bundesligi: 1974, 1977, 1980, 1991
- Złoty medal mistrzostw Niemiec juniorów (7 razy)
- Złoty medal Oberligi Południowej: 2009

## Zawodnicy
Wychowankami klubu byli m.in. Robert Dietrich i Stefan Ustorf.